# Bang Bang (Rossi, Ricciardi, Morelli)
Bang Bang  è un brano musicale interpretato da Serena Rossi, Franco Ricciardi e Giampaolo Morelli per il film Ammore e malavita, uscito nel 2017. La musica del brano è stata composta da Pivio e Aldo De Scalzi, mentre il testo è stato scritto da Nelson.

## Riconoscimenti
Il brano ha ricevuto il David di Donatello per la migliore canzone originale e il Ciak d’oro per la migliore canzone originale nel 2018.